# Madame Real
Madame Real (em francês: Madame Royale) é um título de cortesia da corte real francesa, especialmente do período histórico conhecido como Antigo Regime, tradicionalmente concedido à filha mais velha do monarca francês reinante. Dentro do sistema de tratamentos reais franceses, o título era equivalente ao de Monsenhor (Monsieur) que, por sua vez, era reservado ao filho mais novo do monarca. 
O título acabou historicamente associado à ascensão da Casa de Bourbon ao trono francês com a consolidação do reinado de Henrique IV. Por conseguinte, seu primeiro filho e herdeiro aparente, Luís era tratado como Delfim de França enquanto seu filho mais novo, Gastão, Duque de Orleães, era tratado como Monsieur. Seguindo a tradição, sua filha mais nova Isabel recebeu o título de Madame Real enquanto manteve-se solteira. Após a morte de Isabel, o título foi herdado por sua irmã mais nova, Cristina, até seu casamento com Vítor Amadeu I de Saboia.
O título de Madame Real era regulado pela mera etiqueta, e em conversação direta com a princesa em questão era preferível o tratamento de Sua Alteza Real. Geralmente, a princesa detinha o título até o fim do reinado de seu pai ou até contrair matrimônio. Sendo assim, o título foi mantido dentre os membros da realeza francesa. 

## Madames Reais
|    | Nome                 | Imagem                                    | Filha de    | Tornou-se Madame Real                             | Encerrou como Madame Real                    | Brasão |
| -- | -------------------- | ----------------------------------------- | ----------- | ------------------------------------------------- | -------------------------------------------- | ------ |
| 1  | Isabel               |                                           | Henrique IV | 22 de novembro de 1602 desde o nascimento         | 25 de novembro de 1615 casamento             |        |
| 2  | Cristina Maria       |                                           | Henrique IV | 25 de novembro de 1615 desde o casamento da irmã  | 10 de fevereiro de 1619 casamento            |        |
| 3  | Henriqueta Maria     |                                           | Henrique IV | 10 de fevereiro de 1619 desde o casamento da irmã | 11 de maio de 1625 casamento                 |        |
| 4  | Ana Isabel           |                                           | Luís XIV    | 18 de novembro de 1662 desde o nascimento         | 30 de dezembro de 1662 morte                 |        |
| 5  | Ana Isabel           | 16 de novembro de 1664 desde o nascimento | Luís XIV    | 26 de dezembro de 1664 morte                      |                                              |        |
| 6  | Maria Teresa         |                                           | Luís XIV    | 2 de janeiro de 1667 desde o nascimento           | 1 de março de 1672 morte                     |        |
| 7  | Luísa Isabel         |                                           | Luís XV     | 14 de agosto de 1727 desde o nascimento           | 25 de outubro de 1739 casamento              |        |
| 8  | Henriqueta Ana       |                                           | Luís XV     | 25 de outubro de 1739 desde o casamento da irmã   | 10 de fevereiro de 1752 morte                |        |
| 9  | Maria Adelaide       |                                           | Luís XV     | 10 de fevereiro de 1752 desde a morte da irmã     | 10 de maio de 1774 morte do pai              |        |
| 10 | Maria Teresa Carlota |                                           | Luís XVI    | 19 de dezembro de 1778 desde o nascimento         | 21 de setembro de 1792 abolição da monarquia |        |